# Angelrute

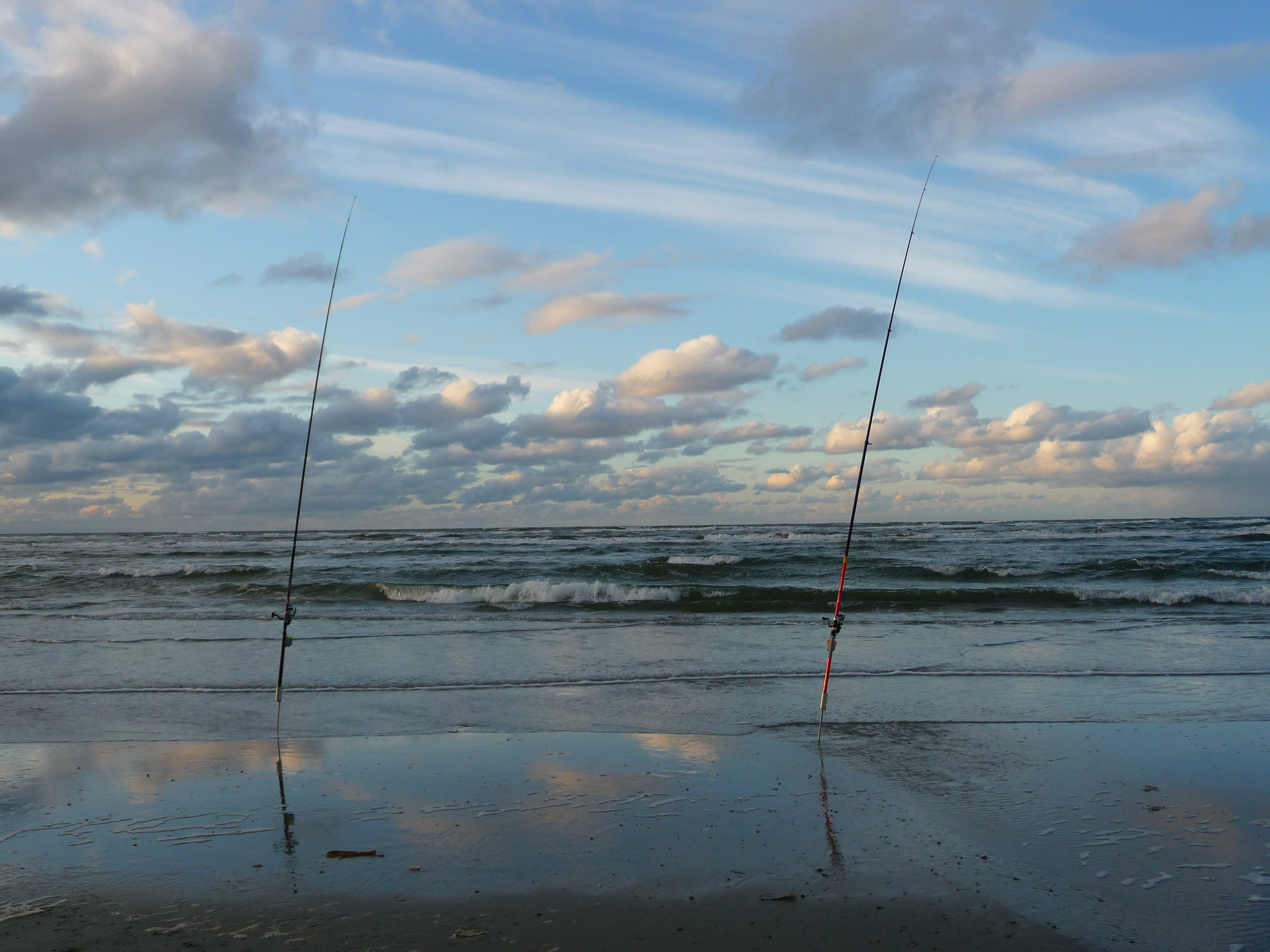
Angelruten im Watt vor Juist

Die Angelrute (kurz Angel) ist ein Gerät, mit dem der Aktionsradius beim Angeln erweitert und der Fischfang erleichtert wird. Eine Angelrute hat die Aufgabe, das Positionieren des Angelhakens mit Köder an der Angelschnur zu erleichtern, den Anhieb (Haken des Fisches) sicher zu setzen und den Fisch schnell und waidgerecht zu drillen (den Fisch ermüden), um ihn dann mit dem Kescher sicher zu landen.

## Geschichtliche Entwicklung
Noch vor 150 Jahren waren Angelruten bis zu einer Länge von 5 m aus Weide, Hasel oder Wacholder gefertigt.
Die eigentliche Entwicklung der Fliegenruten begann im Anschluss an die „Haselnuss-Ära“ etwa um 1840, als findige Engländer exotische Harthölzer für den Rutenbau entdeckten, nämlich die Holzsorten Lancewood und Grünherzholz. Beide Arten hatten sich bereits jahrelang im Schiffbau bewährt und wurden in großen Mengen von den Westindischen Inseln, vor allem aber aus Britisch-Guyana, importiert.
Der große Schritt, der erst seit einigen Jahren als wirklich vollendet angesehen werden kann, gelang dabei John Higginbotham, der geschnittene Spleißen in Dreiecksform, aus den oben genannten Hölzern, verleimte und somit drei- bzw. vierspließige Rutenkonstruktionen herstellte und damit die gewachsenen Ruten ablöste. Mit dieser Konstruktion konnte erstmals die Leine geworfen werden, was durch Gewichtsverringerung und Reduzierung der Kopflastigkeit erreicht wurde.
Von da an schritt die Entwicklung schnell voran und in den USA und England sind fast gleichzeitig die ersten sechsspließigen Ruten aus Bambus hergestellt worden.
Heute werden 5 m lange sogenannte Steckruten verwendet, um Köderfische zu fangen.

## Rutenarten und Material

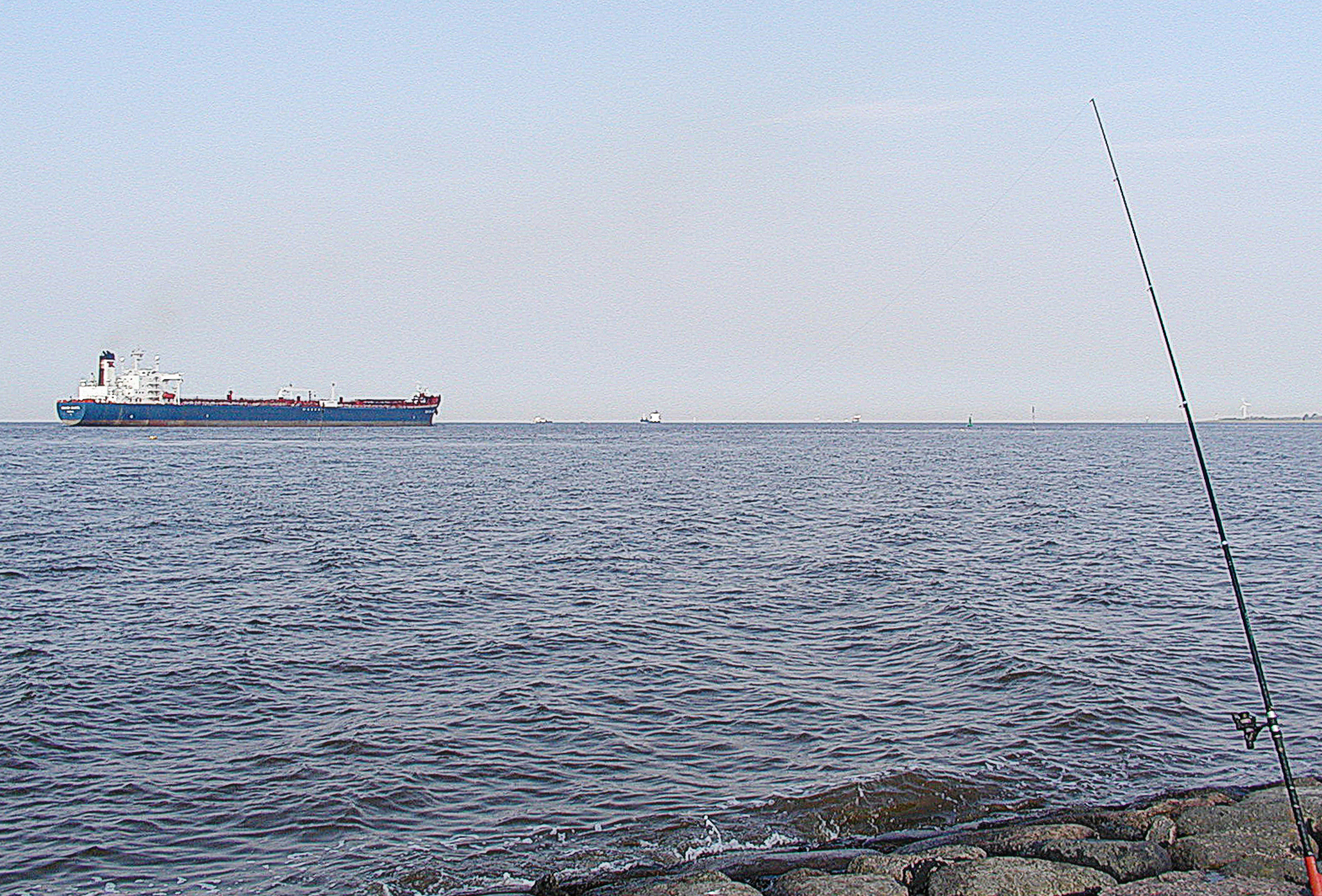
Grundangeln in der Elbe/Nordsee

Heute haben Materialien wie Kunststoffe, die mit Kohlenstoff-, Aramid- („Kevlar“), Glasfasern oder Gemischen aus diesen Fasern verstärkt sind, bei der Wicklung einer Rute den Hauptmarktanteil eingenommen.
Nur beim Fliegenfischen finden die gespließten Ruten noch gerne Verwendung. Das Angeln mit so genannten „Gespließten“ bringt aber gegenüber der Angelei mit Ruten aus modernem kohlenstofffaserverstärktem Kunststoff (CF) keinerlei Vorteile. Allerdings genießen sie als Statussymbole unter den Fliegenfischern einen gewissen Ruf.
Man unterscheidet heute zwischen Teleskopruten und Steckruten. Unter ihnen werden wiederum eine Vielzahl von Rutenarten für die verschiedensten Angelmethoden unterschieden:
- Bologneserute
- Eisangelrute
- Feederrute
- Grundangelrute
- Karpfenrute
- Fliegenrute
- Matchrute
- Pilkrute
- Spinnrute
- Stipprute (Kopfrute)

- Winkelpicker

Auch im gewerblichen Fischfang wird das Angeln als Fischfangmethode genutzt, insbesondere durch die Langleinenfischerei (Angeln mit Schnur und Haken, z. B. sogenannte Aalschnüre) oder durch die Thunfischerei (Angeln mit Rute, Schnur und Haken).

## Aufbau
Die Angelrute besteht aus einer ein- oder mehrteiligen Rute mit Führungsringen für die Angelschnur sowie einem Griff und einer Halterung zur Anbringung der Angelrolle.
Je nach verwendeter Angelrolle befinden sich die Ringe unterhalb oder oberhalb des Rutenblanks.

## Eigenschaften
Vor allem drei Eigenschaften charakterisieren eine Angelrute:
Die erste wichtige Eigenschaft ist die Steifheit. Abgeleitet von der Kraft, die zum Biegen nötig ist, werden Ruten nach verschiedenen Systemen klassifiziert, was zu einiger Verwirrung führen kann. Auf Karpfenruten englischer Tradition ist häufig die Testkurve in lbs angegeben („2,5lbs“ bedeutet, dass 2,5 englische Pfund nötig sind, die Spitze senkrecht zum Griffende zu biegen). Auf Meeresruten ist ebenfalls häufig eine lbs-Angabe zu finden, allerdings bezieht sich diese auf die Tragkraft der Schnur, welche am besten mit dem Biegeverhalten der Rute harmoniert („50lbs“ bedeutet also hier, dass die Schnur ca. 20 kg Tragkraft besitzen sollte). Im kontinentaleuropäischen Raum werden Ruten meist nach dem sogenannten Wurfgewicht klassifiziert. Ein Wurfgewicht von 80 g besagt, dass die Rute beim Wurf eines Gewichts dieser Masse optimal arbeitet. Aus dem amerikanischen Raum stammt die „Power“-Skala, welche meist bei Spinnruten Anwendung findet. Hier gibt es (wie bei den anderen Klassifikationsverfahren auch) keine genormten Werte. Sehr flexible Ruten werden als xl (extra light), mittlere als m (medium) und schwere als xh (extra heavy) bezeichnet. Für die dazwischenliegenden Stärken gibt es analoge Bezeichnungen. Fliegenruten werden ebenfalls nach Schnurklassen angeteilt, allerdings wird hier nicht die Tragkraft, sondern das Gewicht der zu werfenden Schnur als Maßstab herangezogen.
Das zweite entscheidende Kriterium ist die Art des Biegeverhaltens unter verschieden starker Belastung. Einige Ruten verfügen über eine sehr weiche Spitze, während sich der größere Teil der Rute auch unter Belastung kaum biegt. Andere dagegen biegen sich unter steigender Belastung annähernd gleichmäßig von der Spitze bis zum Griff. Im ersten Fall spricht man von einer „schnellen“ im Letzteren von einer „langsamen“ oder „parabolischen“ Aktion. Zwischen diesen beiden Extremen sind alle Abstufungen möglich, wozu sich verschiedene Bezeichnungen eingebürgert haben.
Die Begriffe „schnell“ und „langsam“ sind missverständlich, da sie auf ein drittes Kriterium verweisen, welches aber nicht ausschließlich durch die Aktion vorgegeben ist, sondern auch stark vom Material abhängt: die Rückstellgeschwindigkeit. Dies ist ein Maß für die Spannkraft der Rute, wie schnell sie nach einer Auslenkung wieder in die gerade Position zurückkehrt. Für dieses Kriterium von Ruten gibt es kein allgemein übliches Messsystem, es entscheidet aber stark über den individuellen Qualitätseindruck, den eine Rute beim Anwender hinterlässt. Ruten mit einer geringen Rückstellgeschwindigkeit werden als „schwabbelig“ empfunden und bringen keine guten Wurf- und Köderführungseigenschaften. Im Gegensatz zu Steifheit und Aktion, die je nach Anwendungsgebiet der Rute anders bemessen sein sollten, gilt eine schnelle Rückstellgeschwindigkeit generell als wünschenswert.

## Kenngrößen
Die wichtigsten Kenngrößen von Angelruten sind die Länge und das Wurfgewicht. Des Weiteren sind noch das Material, die Aktion und das Gewicht der Angelrute von Bedeutung.
Das Wurfgewicht sagt aus, wie schwer Köder und Posen/Bleie sein sollten, damit sie mit der Angelrute gut ausgeworfen werden können. Das Gewicht der Angelrute ist vor allem bei aktiven Angelmethoden wie Fliegenfischen oder Spinnfischen wichtig, da hier die Rute durchgehend in der Hand gehalten wird.